# Reminderville
Reminderville – wieś w Stanach Zjednoczonych, w stanie Ohio, w hrabstwie Summit.